# 내부순환선
내부순환선은 대한민국의 조은희 감독이 제작한 영화이다.

## 등장 인물
- 양은용 : 여자 영주 역
- 배용근 : 남자 영주 역
- 정유미 : 진 역
- 장소연